# Unisinos FM
Unisinos FM (aussi stylisée Unisinos.fm) est une station de radio brésilienne située à  	Novo Hamburgo, Rio Grande do Sul, active entre 1995 et 2019. La station avait ses studios sur le campus Unisinos à São Leopoldo et pouvait être écoutée sur 103.3 FM dans la région métropolitaine de Vale dos Sinos et Porto Alegre ou via Internet. Elle diffusait de la musique et disposait d'une licence de radio éducative. Avec la fin d'Ipanema FM et le passage à Pop Rock FM, avec laquelle elle forme une triade dans les années 1990 et 2000. Elle devient la seule radio spécialisée dans la musique rock dans la région métropolitaine de Porto Alegre.

## Histoire
Unisinos FM est le fruit de l'imagination de quelques professeurs du cours de communication sociale. Tout commence par une station de radio interne créée par Paulo Torino, alors professeur de journalisme radio (responsable de la programmation), et Liceu Piovesan, professeur (aspect technique), avec le soutien du directeur du Centre de l'époque, le professeur Sérgio Farina. Au fil du temps, plusieurs étudiants se sont impliqués dans le projet et, des années plus tard, parce qu'elle y croyait, l'université a loué du temps sur la radio AM São Leopoldo pour que les étudiants en journalisme aient l'occasion de s'exercer et de mettre en pratique les expériences acquises en classe. C'est ainsi que naît Radio Unisinos FM 103.3 en 1995. 
En 2015, trois anciens présentateurs d'Ipanema FM rejoignent l'équipe d'Unisinos FM : Alemão Vitor Hugo, Juli Baldi et Katia Suman. En 2017, dans le cadre d'une nouvelle reformulation, la station de radio engage le communicateur Porã Bernardes (ex Atlântida, Pop Rock et Ipanema) en tant que directeur du contenu et de la programmation. La radio connait une croissance exponentielle sur les médias sociaux et aussi en nombre d'auditeurs par minute. La nouvelle phase s'achève avec l'installation d'un nouveau studio à Porto Alegre, dans le nouveau bâtiment de l'université de la capitale.
Le 4 juin 2019, Unisinos publie un communiqué informant de la fin des activités de Radio Unisinos FM. Selon le communiqué transmis à la presse, Unisinos déclare vouloir « garantir son orientation stratégique vers l'enseignement supérieur ». Sur les sept communicateurs qui travaillaient à la station de radio, cinq sont licenciés.
La station de radio continue à diffuser une playlist musicale jusqu'au 10 octobre 2019, date à laquelle elle met définitivement fin à ses émissions, et rend la concession de la fréquence 103,3 MHz au gouvernement fédéral. Par la suite, à partir d'avril 2020, la fréquence 103,3 MHz commence à diffuser la programmation d'ABC FM, qui appartient au Grupo Sinos.